# 平孟镇
平孟镇，是中华人民共和国广西壮族自治区百色市那坡县下辖的一个乡镇级行政单位。

## 行政区划
平孟镇下辖以下地区：
平孟村、孟达村、弄汤村、果梨村、旧村、农信村、北斗村、那万村、那珍村和念井村。